# Pammana
Koordinaten: 58° 37′ N, 22° 33′ O
Pammana (deutsch Pammerort) ist ein Dorf (estnisch küla) auf der größten estnischen Insel Saaremaa. Es gehört zur Landgemeinde Saaremaa (bis 2017: Landgemeinde Leisi) im Kreis Saare.

## Einwohnerschaft, Geschichte und Lage
Das Dorf hat 24 Einwohner (Stand 31. Dezember 2011). Es wurde 1561 erstmals urkundlich erwähnt.
Pammana liegt in einem bewaldeten Gebiet an der Nordspitze der gleichnamigen Halbinsel (Pammana poolsaar). Die Landspitze stellt gleichzeitig den nördlichsten Punkt der Insel Saaremaa dar.
Nordwestlich des Kaps liegen im Soela väin (deutsch Sele-Sund) zwischen den Inseln Saaremaa und Hiiumaa die beiden unbewohnten Inseln Pakulaid und Pihlalaid.